# Johann Niedermann

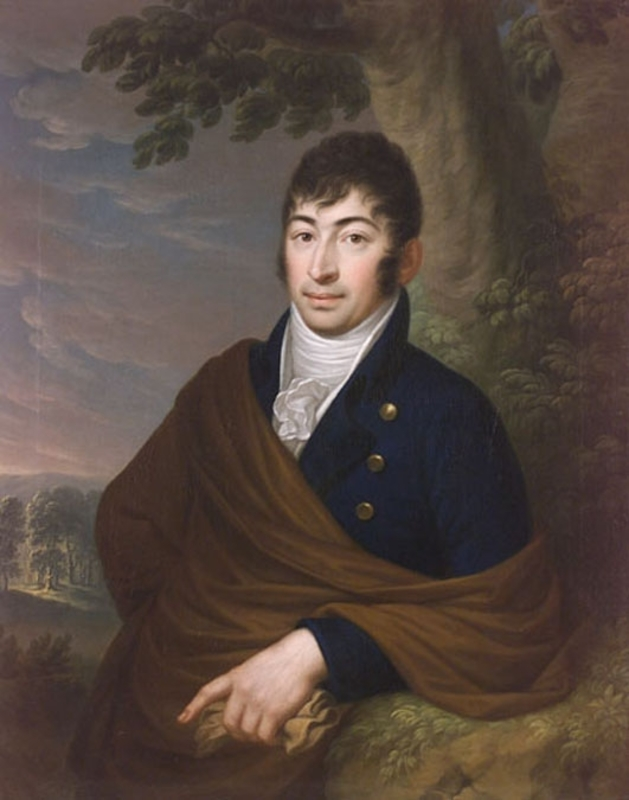
Baron Emanuel von Bartenstein

Johann Niedermann (* 27. Juli 1759 in Guttstadt, Ostpreußen; † 4. Mai 1833 in Wien) war ein deutscher Porträt- und Historienmaler in Wien.
Niedermann studierte ab 1780 in Graudenz, wo er von den Werken Daniel Chodowiecki beeinflusst wurde. Im Zeitraum von 1790 bis 1794 war er als Schüler von Josef Mathias Grassi und freischaffender Maler in Warschau tätig.
Nach der Niederlage des Kościuszko-Aufstandes wanderte Niedermann 1794 nach Wien aus, wo er als Porträtist und Historienmaler tätig wurde. Von 1816 bis 1824 stellte er seine Werke in der Akademie der bildenden Künste Wien im St. Annahof aus. In Wien heiratete er Josefa Kögl (1781–1811) aus Krems.
Niedermann signierte seine Werke auf der Rückseite mit „J. Niedermann pinxit“.